# Iglbach (Affing)
Der Ort Iglbach gehört zum Gemeindeteil Affing in der gleichnamigen Gemeinde im Landkreis Aichach-Friedberg.

## Geographie
Der Weiler Iglbach hat rund 50 Einwohner und liegt südwestlich von Affing (angrenzend). Ein kleiner Bach, der in den Affinger Bach mündet, grenzt den Kernort Affing von Iglbach ab.

## Geschichte

Wappen der Iglbeck

Das Niederadelsgeschlecht Iglbeck wird 1146 erstmals erwähnt. Nach dem Dreißigjährigen Krieg wurde Iglbach durch Johann Baptist Freiherr von Leyden (Affinger Hofmarksherr) neu erbaut.

## Sehenswürdigkeiten

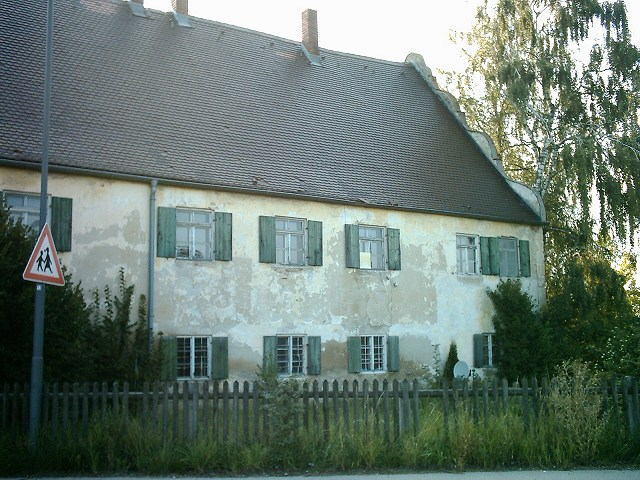
Schlossgut Iglhof in Affing-Iglbach

- Ehemaliges Schlossgut Iglhof, Hauptgebäude mit geschweiftem Giebel, Ende 17. Jahrhundert. (Das zugehörige Wirtschaftsgebäude, erdgeschossig mit Greddach, 18. Jahrhundert, wurde 2007 abgebrochen.)